# Batu Ragi
Batu Ragi is een bestuurslaag in het regentschap Simeulue van de provincie Atjeh, Indonesië. Batu Ragi telt 468 inwoners (volkstelling 2010).